# Lijst van afleveringen van Joe 90
Dit is een Lijst van afleveringen van de Gerry Anderson televisieserie Joe 90, gemaakt voor de Britse productiecompagnie ITC Entertainment en voor het eerst uitgezonden tussen 1968 en 1969 op ATV Midlands. De afleveringen staan in volgorde van oorspronkelijke uitzending. 
| 1 | The Most Special Agent  | 29 september 1968 | 1  |
| Introduceert de McClaines en WIN. Shane Weston wil dat Joe een Russische jachtbommenwerper steelt om een wapenwedloop tussen het Oosten en Westen te voorkomen.                                                       |                         |                   |    |
| 2 | Most Special Astronaut  | 6 oktober 1968    | 13 |
| Joe gaat de ruimte in om twee ruimtevaarders te redden die gestrand zijn in een ruimtestation. |                         |                   |    |
| 3 | Project 90              | 13 oktober 1968   | 17 |
| Criminele meesterbreinen ontdekken dat de McClaines betrokken zijn bij WIN. Ze ontvoeren professor McClain om hem te dwingen informatie over WIN prijs te geven.                                                      |                         |                   |    |
| 4 | Hi-jacked               | 20 oktober 1968   | 2  |
| Joe moet de plannen van een gevaarlijke wapenhandelaar stoppen. |                         |                   |    |
| 5 | Colonel McClain         | 27 oktober 1968   | 16 |
| Gewapend met kennis en ervaring van een militaire chauffeur en een explosievendeskundige moet Joe een aantal gevaarlijke chemicaliën door Afrika vervoeren.                                                           |                         |                   |    |
| 6 | The Fortress            | 3 november 1968   | 15 |
| Joe moet een andere WIN-agent redden uit een onneembare vestiging voordat zijn ontvoerders hem dwingen geheime informatie te onthullen.                                                                               |                         |                   |    |
| 7 | King for a Day          | 10 november 1968  | 11 |
| Joe doet zich voor als de troonopvolger van een land in het Midden-Oosten, terwijl WIN probeert de echte prins te redden uit de handen van een groep ontvoerders.                                                     |                         |                   |    |
| 8 | International Concerto  | 17 november 1968  | 6  |
| Een undercover-WIN-agent wordt ontmaskerd. Joe moet de plaats van de man, die zich voordeed als beroepspianist, innemen, terwijl de agent zelf aan zijn vijanden probeert te ontkomen.                                |                         |                   |    |
| 9 | Splashdown              | 24 november 1968  | 3  |
| Joe moet de organisatie die verantwoordelijk is voor de ontvoering van twee elektronicaexperts ontmaskeren. |                         |                   |    |
| 10 | Big Fish                | 1 december 1968   | 7  |
| Een duikboot krijgt in vijandelijke wateren pech. Joe moet de duikboot weer aan de praat zien te krijgen voordat er politieke problemen ontstaan.                                                                     |                         |                   |    |
| 11 | Relative Danger         | 8 december 1968   | 9  |
| Joe krijgt de ervaring van een professionele verkenner om drie mijnwerkers te redden die in de problemen zijn geraakt door hun eigen explosieve experimenten.                                                         |                         |                   |    |
| 12 | Operation McClain       | 15 december 1968  | 4  |
| Wanneer een ervaren hersenchirurg gewond raakt bij een vliegtuigongeluk, is het aan Joe om het leven van de patiënt waar de chirurg voor kwam te redden.                                                              |                         |                   |    |
| 13 | The Unorthodox Shepherd | 22 december 1968  | 8  |
| Joe, Mac en Sam onderzoeken mysterieuze gebeurtenissen in en rond een kerk crypte. |                         |                   |    |
| 14 | Business Holiday        | 29 december 1968  | 10 |
| Vreemde dingen gebeuren tijdens de vakantie van de McClains. Uiteindelijk moet Joe de nieuwe militaire basis van een vijandelijk overheid vernietigen.                                                                |                         |                   |    |
| 15 | Arctic Adventure        | 5 januari 1969    | 14 |
| Een nucleaire bom op de Noordpool moet onschadelijk worden gemaakt om een derde wereldoorlog te voorkomen. |                         |                   |    |
| 16 | Double Agent            | 12 januari 1969   | 12 |
| Joe krijgt wanneer hij zich voorbereidt op een missie om strikt geheime WIN-codes te bewaken per ongeluk de hersenpatronen van een dubbelspion toegediend.                                                            |                         |                   |    |
| 17 | Three’s a Crowd         | 19 januari 1969   | 15 |
| Joe vermoedt dat zijn vaders nieuwe vriendin niet is wie ze beweert te zijn. |                         |                   |    |
| 18 | The Professional        | 26 januari 1969   | 19 |
| Door gebruik te maken van de ervaring van een opgepakte kluizenkraker breekt Joe in bij een zwaar bewaakt kasteel om gestolen goudvoorraad van een dictator terug te stelen.                                          |                         |                   |    |
| 19 | The Race                | 2 februari 1969   | 18 |
| Joe dient zichzelf de hersenpatronen van zijn vader toe, waardoor beide dezelfde droom krijgen, waarin ze meedoen aan een race van Londen naar Monte Carlo.                                                           |                         |                   |    |
| 20 | Talkdown                | 9 februari 1969   | 22 |
| Joe krijgt de opdracht om het neerstorten van een revolutionaire hypersonische jet te onderzoeken, maar komt al snel zelf in gevaar.                                                                                  |                         |                   |    |
| 21 | Breakout                | 16 februari 1969  | 23 |
| Twee criminele ontsnappen uit een Canadese gevangenis. Ze gijzelen de eerste minister en eisen een hoop losgeld. |                         |                   |    |
| 22 | Child of the Sun God    | 23 februari 1969  | 26 |
| Verschillende wereldleiders worden het slachtoffer van een aanslag waarbij de dader ze beschiet met pijltjes met een verlammend gif. Deze gifpijltjes werden voorheen alleen gebruikt door een Zuid-Amerikaanse stam. |                         |                   |    |
| 23 | See You down There      | 2 maart 1969      | 28 |
| Een bedrijfsondernemer wil zijn leven beteren wanneer hij Joes verschillende hersenpatronen ontdekt. |                         |                   |    |
| 24 | Lone-Handed 90          | 9 maart 1969      | 20 |
| Terwijl BIG RAT tijdelijk buiten gebruik is, droomt Joe dat hij een sheriff in het Wilde Westen is. |                         |                   |    |
| 25 | Attack of the Tiger     | 16 maart 1969     | 21 |
| Joe moet met een nieuwe bommenwerper een nucleaire basis vernietigen, voordat terroristen een nucleair wapen de ruimte in kunnen schieten om de hele wereld te gijzelen.                                              |                         |                   |    |
| 26 | Viva Cordova            | 23 maart 1969     | 30 |
| Joe moet de lijfwacht worden van een nieuwe democratisch verkozen president om te voorkomen dat hij zal worden vermoord door de voormalige dictator van het land.                                                     |                         |                   |    |
| 27 | Mission X-41            | 30 maart 1969     | 24 |
| Joe krijgt de kennis en ervaring van een professionele viroloog om de ontwikkeling van een nieuw dodelijk virus te stoppen.                                                                                           |                         |                   |    |
| 28 | Test Flight             | 6 april 1969      | 25 |
| Joe moet onderzoeken of de crash van een prototype ruimtevliegtuig een ongeluk of sabotage was. |                         |                   |    |
| 29 | Trial at Sea            | 13 april 1969     | 27 |
| Om de vernietiging van een trans-Atlantische hovercraft te voorkomen, moet Joe de hersenpatronen van een terrorist toegediend krijgen.                                                                                |                         |                   |    |
| 30 | The Birthday            | 20 april 1969     | 29 |
| Deze aflevering is een clip show. Op Joes tiende verjaardag wordt teruggeblikt op enkele hoogtepunten van zijn avonturen.                                                                                             |                         |                   |    |